# Igor Kuzmin
Igor Kuzmin (ur. 23 listopada 1982 w Narwie) – estoński wioślarz, reprezentant Estonii w wioślarskiej czwórce podwójnej podczas Letnich Igrzysk Olimpijskich w Pekinie.

## Osiągnięcia
- Igrzyska Olimpijskie – Ateny 2004 – czwórka podwójna – 9. miejsce[1].
- Mistrzostwa Świata – Eton 2006 – czwórka podwójna – 3. miejsce[1].
- Mistrzostwa Świata – Monachium 2007 – czwórka podwójna – 8. miejsce[1].
- Mistrzostwa Europy – Poznań 2007 – czwórka podwójna – 5. miejsce[2].
- Igrzyska Olimpijskie – Pekin 2008 – czwórka podwójna – 9. miejsce[1].
- Mistrzostwa Świata – Poznań 2009 – czwórka podwójna – 10. miejsce[2].
- Mistrzostwa Europy – Brześć 2009 – czwórka podwójna – 8. miejsce[2].
- Mistrzostwa Europy – Montemor-o-Velho 2010 – czwórka podwójna – 8. miejsce[2].